# Bandar Purba
Bandar Purba is een bestuurslaag in het regentschap Karo van de provincie Noord-Sumatra, Indonesië. Bandar Purba telt 1063 inwoners (volkstelling 2010).